# Las Bela

Briefmarke von Las Bela (1898)

Las (deutsch „Ebene“) mit der Hauptstadt Bela (daher auch Las Bela genannt) war eine Provinz des Khanates Kalat im Südosten Belutschistans. Sie wurde 1742 unter Jam Saheb ‘Ali Khan I. faktisch unabhängig. Das Land hatte eine Fläche von 18.254 km² und 76.000 Einwohner (1901). 
Nachdem die Briten Pakistan und Indien 1947 in die Unabhängigkeit entlassen hatten, vollzog Jam Saheb Ghulam Qader Khan (1937–1955) am 17. März 1948 den Anschluss an Pakistan. Am 3. Oktober 1952 schloss er sich der Baluchistan States Union an, und am 14. Oktober 1955 wurde das Fürstentum aufgelöst. Heute ist das Gebiet ein Distrikt der Kalat-Division der pakistanischen Provinz Belutschistan und wird amtlich in einem Wort Lasbela geschrieben. Ghulam Qader Khan war 1973/74 und 1985–1988 Chefminister der pakistanischen Provinz Belutschistan.
1897–1907 unterhielt Las Bela einen eigenen Postdienst, der Briefe als Zubringer zur britisch-indischen Post zwischen Bela und Karatschi beförderte.